# 허니 (2010년 영화)
허니(튀르키예어: Bal, 영어: Honey)는 2010년 공개된 세미 카플라노글루 감독의 터키의 드라마 영화이다. 에그, 밀크(Milk)가 포함된 "유수프 3부작"의 세 번째이자 마지막 작품이다. 2010년 2월 16일 제60회 베를린 국제 영화제 경쟁부문에서 초연되었으며, 1964년 메마른 여름, 2004년 미치고 싶을 때에 이어 황금곰상을 수상한 세 번째 터키 영화가 되었다.

## 줄거리
터키의 외딴 흑해 지역을 배경으로, 여섯 살 소년 유수프는 숲 속에서 길을 잃은 아버지를 찾아 헤매며 자신의 삶을 이해하려 노력한다. 유수프의 아버지는 양봉업자인데, 갑자기 벌들이 사라져 생계에 위협을 받는다. 그러던 중 불의의 사고로 아버지는 목숨을 잃게 된다. 영화에는 대사나 음악이 거의 없고, 등장인물들은 과묵하며, 사운드트랙은 숲과 그곳에 사는 생명체의 소리로 채워진다. 영화는 유수프와 그의 부모를 중심으로 전개되며, 자연환경은 중요한 주제로 반복된다.

## 출연

### 주연
- 보라 알타스
- 에르달 베식시오그루
- 툴린 오젠

### 조연
- 알렉 유카레르
- 아이세 알타이
- 오즈칸 악카이
- 셀라미 괴세